# Makaton
Makaton ist ein Kommunikationswerkzeug mit Sprache, Zeichen und Symbolen, das Menschen mit Behinderungen oder Lernschwierigkeiten die Kommunikation ermöglicht. Makaton unterstützt die Entwicklung grundlegender Kommunikationsfähigkeiten wie Aufmerksamkeit, Zuhören, Verständnis, Gedächtnis und ausdrucksstarke Sprache. Das Makaton-Sprachprogramm wurde bei Personen mit Wahrnehmungsstörungen, Autismus, Down-Syndrom, Spezifische Sprachentwicklungsstörung, multisensorische Beeinträchtigungen und erworbenen neurologischen Störungen eingesetzt, die die Kommunikationsfähigkeit negativ beeinflusst haben, darunter Schlaganfall- und Demenzpatienten.
Der Name "Makaton" leitet sich von den Namen dreier Mitglieder des ursprünglichen Lehrteams des Botleys Park Hospital in Chertsey (Surrey) ab: Margaret Walker (die Entwicklerin des Programms und Logopädin im Botleys Park), Katherine Johnston und Tony Cornforth (Besucher der psychiatrischen Klinik der Royal Association for Deaf People).
Makaton ist eine eingetragene Marke der Makaton Charity, die im Jahr 2007 gegründet wurde, um die ursprüngliche wohltätige Stiftung, das Makaton Vocabulary Development Project, aus dem Jahr 1983 zu ersetzen. Die ursprüngliche Markenanmeldung für Makaton wurde in Großbritannien am 28. August 1979 eingereicht und die Registrierung wurde ab diesem Datum unter der Markenregistrierungsnummer 1119745 genehmigt.
Im Jahr 2004 nahm die Oxford University Press Makaton als allgemein gebräuchliches Wort in das Oxford English Dictionary auf. Der Eintrag lautet:
"Makaton, n. Brit. A proprietary name for: a language programme integrating speech, manual signs, and graphic symbols, developed to help people for whom communication is very difficult, esp. those with learning disabilities."

## Programm
Das Makaton-Sprachprogramm verwendet einen multimodalen Ansatz, um Kommunikation, Sprache und, wo angemessen, Lese- und Schreibfähigkeiten durch eine Kombination aus Sprache, Gesten und graphischen Symbolen zu vermitteln, die gleichzeitig oder nur mit Sprache und Gebärden oder nur mit Sprache und grafischen Symbolen verwendet werden, je nach den Bedürfnissen des Schülers. Es besteht aus einem Kernvokabular von ungefähr 450 Konzepten, die in einer bestimmten Reihenfolge vermittelt werden (es gibt acht verschiedene Stufen). So beinhaltet die erste Stufe beispielsweise das Unterrichten von Vokabeln für unmittelbare Bedürfnisse wie „essen“ und „trinken“.  
Spätere Stufen enthalten komplexeres und abstrakteres Vokabular wie Zeit und Emotionen. Sobald die grundlegende Kommunikation hergestellt ist, kann der Schüler in seinem Sprachgebrauch Fortschritte machen und dabei die am besten geeigneten Methoden verwenden. Obwohl das Programm in Stufen organisiert ist, kann es modifiziert und an die Bedürfnisse des Einzelnen angepasst werden. Zusätzlich zum Kernvokabular gibt es ein Makaton-Ressourcenvokabular mit über 11.000 Konzepten, die mit Zeichen und grafischen Symbolen illustriert sind.

## Entwicklung
Die Forschung begann 1972/73 mit Margaret Walker und führte zur Entwicklung des Makaton-Kernvokabulars auf Grundlage funktionaler Bedürfnisse. Diese Forschung wurde mit gehörlosen, kognitiv beeinträchtigten Erwachsenen in einer Anstalt des Botleys Park Hospital in Chertsey (wurde 2008 geschlossen) durchgeführt. Ziel war es, ihnen zu ermöglichen, mit Gebärden der British Sign Language (Britischen Gebärdensprache) zu kommunizieren. Vierzehn gehörlose und kognitiv beeinträchtigte Erwachsene nahmen an der Pilotstudie teil, und alle waren in der Lage, den Gebrauch manueller Gebärden zu erlernen; auch ein verbessertes Verhalten wurde festgestellt.  Kurz darauf wurde das Kernvokabular überarbeitet, um sowohl Kindern als auch Erwachsene mit schweren Kommunikationsschwierigkeiten (einschließlich Hörbehinderter) einzubeziehen. Es wurde in vielen Schulen in ganz Großbritannien eingesetzt, um Kommunikation und Sprache zu fördern.
In den frühen Entwicklungsstadien verwendete Makaton nur Sprache und manuelle Zeichen (ohne Symbole). Ab 1985 begann man damit, grafische Symbole in das Makaton-Sprachprogramm aufzunehmen, und 1986 wurde eine Version mit grafischen Symbolen veröffentlicht. Der Kernwortschatz wurde 1986 überarbeitet und um zusätzliche kulturelle Konzepte erweitert.
Das Makaton Vocabulary Development Project wurde 1976 von Margaret Walker gegründet, die bis zu ihrer Pensionierung im Oktober 2008 ehrenamtlich als Direktorin tätig war. Der erste Makaton-Trainingsworkshop fand 1976 statt. Es wurden und werden immer noch unterstützende Ressourcen und weitere Trainingskurse entwickelt. 1983 wurde das Makaton Vocabulary Development Project zu einer gemeinnützigen Stiftung und 2007 änderte es seinen Status in Makaton Charity.

## Verwendung
Das Makaton-Sprachprogramm wird in ganz Großbritannien umfassend eingesetzt und wurde für die Verwendung in verschiedenen Ländern angepasst. Es werden Gebärden der Gehörlosengemeinschaft jedes Landes sowie kulturell relevante Makaton-Symbole verwendet. In Großbritannien beispielsweise verwendet Makaton Gebärden aus der Britischen Gebärdensprache. Die Gebärden stammen hauptsächlich aus dem regionalen Dialekt von London und Südostengland.
Makaton wurde außerdem für die Verwendung in über 40 Ländern angepasst, darunter Frankreich, Griechenland, Japan, Kuwait und die Golfregion, Russland, Südafrika und die Schweiz. Die Verwendung von Gebärden aus der bestehenden Gebärdensprache jedes Landes stellt sicher, dass sie die einzigartige Kultur des jeweiligen Landes widerspiegeln und bei Bedarf auch eine Sammlung weiterer Zeichen für die Verwendung mit dem Makaton-Sprachprogramm bieten.
1991 produzierte die Makaton Charity ein Video/eine DVD mit bekannten Kinderreimen, gebärdet, gesprochen und gesungen von einem bekannten Kinderfernsehmoderator, Dave Benson Phillips, der zuvor Makaton mit Gedichten und Reimen in der BBC-Kindersendung Playdays verwendet hatte. Ziel war es, dass die Sendung Kindern mit Entwicklungsstörungen sowie deren Altersgenossen und Geschwistern Freude bereitet. Nach diesem großen Erfolg wurde sie 2003 ein wichtiger Teil der von Justin Fletcher präsentierten Sendung Something Special der BBC  in der Programmreihe CBeebies, die zahlreiche Preise gewonnen hat und nun in der dreizehnten Staffel läuft.
Am 16. November 2018 las der Komiker Rob Delaney auf dem BBC-Kinderkanal CBeebies ein Buch komplett auf Makaton und Englisch vor; er hatte Makaton verwendet, um mit seinem verstorbenen Sohn Henry zu kommunizieren, der nach einer Tracheotomie nicht mehr sprechen konnte.

## Weiterführende Literatur
- Harrison, D: Virden, F (2011). "Assistant practitioners lead way". British Journal of Healthcare Assistants, 5(8),409.
- Hooper, Helen; Walker, Margaret: Makaton peer tutoring evaluation: 10 years on, British Journal of Learning Disabilities 2002, Vol. 30, Issue 1, S. 38–42, doi:10.1046/j.1468-3156.2002.00120.x.
- Reeves, D: Applying choices and possibilities in Speech & Language Therapy in Practice, Winter 2011, S. 4–6, URL https://www.scribd.com/doc/136910123/Speech-Language-Therapy-in-Practice-Winter-2011, Abruf: 29. August 2013
- Sellars, G.: Learning to communicate with children with disabilities, Paediatr Nurs November 2006, Vol. 18, Issue 9, S. 26–8, pmid 17111943, doi:10.7748/paed2006.11.18.9.26.c8320